# 邓克·格雷
邓克·格雷（英語：Dunc Gray，1906年7月17日—1996年8月30日），澳大利亚男子自行车运动员。他曾代表澳大利亚参加1928年、1932年和1936年夏季奥林匹克运动会自行车比赛，获得一枚金牌和一枚铜牌。